# Santa María del Arroyo
Santa María del Arroyo é um município da Espanha na província de Ávila, comunidade autónoma de Castela e Leão, de área 11,13 km² com população de 114 habitantes (2007) e densidade populacional de 10,56 hab/km².

## Demografia
| Variação demográfica do município entre 1991 e 2004 | Variação demográfica do município entre 1991 e 2004 | Variação demográfica do município entre 1991 e 2004 | Variação demográfica do município entre 1991 e 2004 |
| --------------------------------------------------- | --------------------------------------------------- | --------------------------------------------------- | --------------------------------------------------- |
| 1991                                                | 1996                                                | 2001                                                | 2004                                                |
| 160                                                 | 145                                                 | 132                                                 | 118                                                 |